# الإصطخري

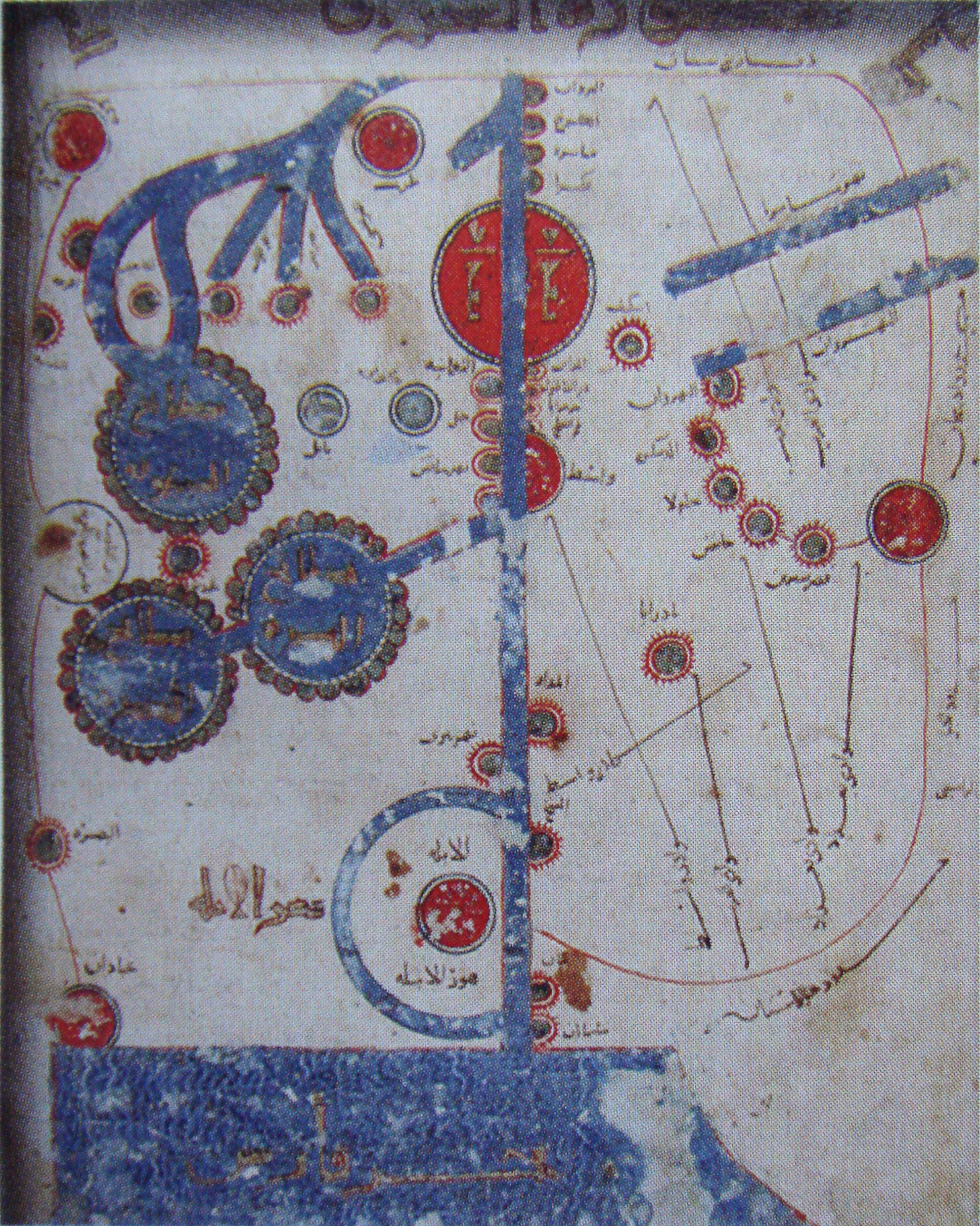
خريطته لبلاد الرافدين.

الإصطخري، أبو القاسم إبراهيم محمد الكرخي هو عالم مسلم من رواد علماء البلدان أو الجغرافيين. نشأ في أصطخر ونسب إليها، وألف كتاب صور الأقاليم.
عاش في النصف الأول من القرن الرابع الهجري (العشر الميلادي). خرج سنة 951 م يطوف البلاد مبتدئا من بلاد العرب إلى الهند ثم إلى سواحل المحيط الأطلسي. في رحلاته لقي نفراً من العلماء في الحقول المختلفة. لم تكن مصادر علم البلاد الذي عرف فيما بعد بعلم الجغرافيا موفورة في عصره، فكان بذلك أول جغرافي عربي صنّف في هذا الباب، إمّا عن مشاهدة فعلية وإمّا نقلاً عن كتاب بطليموس. وقد نقلت مؤلفاته إلى عدة لغات وتمّ طبعها عدة مرات.

## أعماله
وصل إلينا من أعماله كتابان هما:
- صور الأقاليم الذي ألفه على اسم كتاب لأبي زيد البلخي، كما يقول الأصطخري نفسه في صدر ذلك الكتاب.
- مسالك الممالك ويعتبر من أول ما كتب في هذا العلم. وفيه يذكر الأصطخرى أقاليم الأرض وممالكها إجمالا ثم يعرج قدما على ذكر بلاد الإسلام مفصلة ويقسم المعمور من الأرض عشرين إقليما ثم يذكر كل إقليم منها بما اشتمل عليه من المدن والبقاع والبحار والأنهار. وقد اختير هذا الكتاب ليكون المجلد الأول من المكتبة الجغرافية التي نشرها في 1967 العلامة دى جويا. نقل عنهما ياقوت في مؤلفه معجم البلدان.

### مسالك الممالك
في مسالك الممالك يذكر الأصطخرى أقاليم الأرض وممالكها إجمالا ثم يعرج قدما على ذكر بلاد الإسلام مفصلة ويقسم المعمور من الأرض عشرين إقليما ثم يذكر كل إقليم منها بما اشتمل عليه من المدن والبقاع والبحار والأنهار. على هذا النحو ذكر أولا ديار العرب ثم أتبعها بالكلام على بحر فارس فبلاد المغرب ومصر والشام وبحر الروم والجزيرة والعراق وخراسان وكرهان وما اتصل بهما من بلاد السند والهند إلى ما وراء النهر.
غالبا ما اعتمد في تأليف هذا الكتاب على كتاب سابق هو صور الأقاليم لأبو زيد أحمد بن سهل البلخي من علماء أوائل القرن الرابع الهجري كذلك. وقد ألف الأصطخرى كتابه الثاني وأسبغ عليه نفس الاسم.

### صور الأقاليم
من كتاب صور الأقاليم نسخة في مجلد واحد مخطوطة بقلم نسخ، ناقصة من الأول ومن الآخر، تبدأ بالكلام عن مصر وتنتهى بالكلام عن المسافة بين نهر الترك ونهر إيلاق.
هناك نسخة أخرى منها في مجلدين مأخوذة بالتصوير الشمسي عن نسخة مخطوطة بقلم نسخ تضم 299 لوحة منها إحدى وعشرين خريطة. الخريطة الأولى في صورة الأرض، والثانية في ديار العرب، والثالثة في بحر فارس، والرابعة في بلاد المغرب، والخامسة في بلاد مصر، والسادسة في بلاد الشام، والسابعة في بحر الروم، والثامنة في صفة البحر وما فيه، والتاسعة في العراق، والعاشرة في خزذستان، والحادية عشرة في إقليم فارس، والثانية عشرة في إقليم كرمان، والثالثة عشرة في بلاد السند، والرابعة عشرة في أرمينية وأذربيجان، والخامسة عشرة في جبال السند وما فيها من المدن، والسادسة عشرة في إقليم الديلم وطبرستان، والسابعة عشرة في بحر الخزر (قزوين)، والثامنة عشرة في مفازة بين فارس وخراسان، والتاسعة عشرة في إقليم سجستان، والخريطة العشرون في إقليم خراسان، والحادية والعشرون في بلاد ما وراء النهر، ومكتوب عليها كتاب صور الأقاليم.